# Paravireia holdichi
Paravireia holdichi là một loài chân đều uit een nog nader bepalen familie năm de superfamilie Sphaeromatoidea. Loài này được Brökeland, Wägele & Bruce miêu tả khoa học năm 2001.